# Pierre Dubois (prêtre)
Pour les articles homonymes, voir Pierre Dubois et Dubois.
Pierre Albert Louis Dubois, né le 17 octobre 1931 à  Plombières-lès-Dijon et mort le 28 septembre 2012 dans la ville de Santiago au Chili, est un prêtre catholique français naturalisé chilien, défenseur des droits de l'Homme sous la dictature d'Augusto Pinochet.

## Biographie
Né dans une famille catholique à Plombières, près de Dijon, Pierre Dubois est ordonné prêtre du diocèse de Dijon en 1955. Désireux de s'engager auprès des plus pauvres, il part au Chili en 1963 comme conseiller du Mouvement ouvrier d'action catholique et de la Jeunesse ouvrière catholique dans les communes actuelles de Pudahuel et de Quinta Normal. Au sein de l'archidiocèse de Santiago, il a d'abord été affecté à des paroisses de la población (quartier populaire) de José María Caro (es) et à la paroisse du Sacré-Cœur de Jésus à Lo Espejo,,.

## Ministère àLa Victoria
Sa contribution pastorale la plus significative s'est déroulée dans le quartier populaire de La Victoria, paroisse qu'il partage avec André Jarlan. La Victoria est alors l'un des foyers de la résistance au régime de Pinochet.
Pendant la dictature militaire, Pierre Dubois a été un protecteur des opposants au régime et un contributeur régulier du Vicariat de la Solidarité, une organisation catholique chilienne de défense des droits de l'Homme. L'épisode le plus tendu de son apostolat remonte au 27 mars 1984, où il s'est interposé avec les forces de l'ordre sur une barricade, les bras en croix, au cours d’une descente des "Carabineros" contre la population du quartier, à la suite de quoi Pierre Dubois fut arrêté et détenu. Quelques mois plus tard, dans la nuit du 4 septembre 1984, le père André Jarlan fut abattu d'une balle dans la nuque.

## Expulsion du Chili
En septembre 1986, peu de temps après l'attentat manqué du FPMR contre Augusto Pinochet, Pierre Dubois est de nouveau arrêté ainsi que deux missionnaires franciscains. Selon les documents officiels, Alberto Cardemil, alors sous-secrétaire à l'Intérieur, aurait envoyé au ministère des Affaires étrangères les dossiers des prêtres français Pierre Dubois, Jaime (Jacques) Lancelot et Daniel Caruette, en vue de leur expulsion du Chili. Selon un document du Vicariat de la Solidarité qui relate la perquisition au domicile de Pierre Dubois, il a été frappé à coups de crosse par les carabiniers et les agents de la police secrète avant d'être embarqué dans une camionnette, puis détenu au commissariat local où il a de nouveau subi des insultes et des coups. Le 11 septembre 1986, les trois prêtres français embarquent dans un vol Varig pour la France.
De retour dans son diocèse d'origine, Pierre Dubois continue son travail auprès des exilés chiliens en organisant la « Pastorale de l'Exil » en Belgique, en France et en Suisse.
En 1990, après la fin de la dictature, il revient au Chili sur l'invitation du président Patricio Aylwin, mais les autorités ecclésiastiques lui interdisent de retourner vivre à La Victoria. Il n'y parviendra qu'en 2009.

## Naturalisation
En 1996, un groupe de députés de centre-gauche appartenant à la Concertation des partis pour la démocratie ont présenté un projet de loi visant à accorder par faveur spéciale la nationalité chilienne à Pierre Dubois, entre autres pour son travail auprès des populations marginales du Grand Santiago. Ce projet a été voté par la Chambre des députés en date du 31 août 2000 puis transmis au Sénat pour révision. La Chambre Haute fit échouer la procédure, affirmant que le prêtre était « un personnage conflictuel et non unitaire ». L'opposition à la naturalisation du prêtre était menée par le sénateur Sergio Fernández, qui avait été ministre sous la dictature et qui avait lui-même signé le décret d'expulsion de Pierre Dubois.
Par la suite, le 23 janvier 2001, la naturalisation de Pierre Dubois a été approuvée et publiée au Journal officiel chilien le 14 février de la même année.
Auparavant, en 2000, Pierre Dubois a été élevé à la dignité de chevalier de la Légion d'honneur.

## Fin de vie
Pierre Dubois continue à s'engager auprès des plus marginalisés et des plus vulnérables. En 2009, il regagne la población de La Victoria. Atteint de la maladie de Parkinson, il décède au matin du 28 septembre 2012 à l'âge de 80 ans dans le quartier de La Victoria qui lui était cher et où il avait exercé la plus mémorable partie de son ministère.
Ses obsèques ont eu lieu le 1er octobre 2012 dans la cathédrale de Santiago lors d'une cérémonie présidée par Mgr Ricardo Ezzati. Le cortège funèbre qui l'accompagne depuis La Victoria jusqu'au centre de Santiago est suivi par des milliers de personnes,.

## Réactions après sa mort
À la suite du décès de Pierre Dubois, Michelle Bachelet a publié un message dans laquelle elle le décrivait comme « un homme exceptionnel, un homme qui s'est donné entièrement à la défense de la vie, un combattant infatigable [...], un symbole de la non-violence et de la protection des gens sans défense ».
Ricardo Lagos a décrit le père Dubois comme un atout précieux dans l'histoire récente du Chili.
Les habitants de La Victoria ont rappelé les innombrables fois où Pierre Dubois les a défendus au prix de sa vie, surtout aux heures les plus graves, comme les manifestations contre la dictature militaire dans les années 1980.
Par une comparaison jugée déplacée dans la presse et les réseaux sociaux, le président alors en exercice Sebastián Piñera a fait polémique en comparant l'œuvre de solidarité de Pierre Dubois à La Victoria avec la solidarité exercée au travers du Téléthon.